# ОШ „Васа Чарапић” Београд
ОШ „Васа Чарапић” се налази у Београду, градској општини Вождовац. Основана је 1873. године, а име је добила по војводи из Првог српског устанка - Васи Чарапићу.

## Историја
Прва школа у Белом Потоку изграђена је 1873. године углавном средствима сељака. Прва школска зграда била је веома скромна, са само једним учитељем. Друга школска зграда изграђена је у периоду између 1909-1910. године. То је била знатно већа и модернија грађевина са бољим условима за школовање деце. Такође је изграђена добровољним прилозима мештана, али и продајом старе зграде и њене имовине. Нова школа имала је укупно 15 учитеља, који нису сви били из Белог Потока, а неки од њих школовани су у иностранству. Најновија школа у селу изграђена је 1984. године. У овој модерној згради и данас се налази школа која поседује све услове за савремено извођење наставе.

## О школи
Школа има укупно 39 одељења (2 издвојена и 1 комбиновано одељење), рад је организован у једној смени. Страни језици који се уче су: енглески и француски. Школа има од 501 до 1000 ученика. Ученицима је на располагању велики број секција: литерарна, хорска, стонотениска, ватрогасна, шаховска итд.